# 于祖尧
于祖尧（1933年1月—），安徽天长人，中华人民共和国经济学家。中国社会科学院经济研究所研究员，中国社会科学院荣誉学部委员。

## 生平
年少时便加入新四军，并进入淮南公学学习，1946年起，在多个单位从事宣教工作。中华人民共和国成立后，进入中国人民大学政治经济学系学习。1955年，毕业后继续攻读研究生。毕业后进入北京外国语学院工作。1978年，前往中国社会科学院经济研究所任政治经济学研究室副主任。后任经济研究所副所长、副研究员、研究员、博士生导师。先后任《经济研究》副主编、顾问。第九届全国人民代表大会代表，全国人民代表大会财政经济委员会委员。2006年被评为中国社会科学院荣誉学部委员。

## 出版物
著作：《于祖尧文集》等。
论文：《试论社会主义市场经济》、《社会主义商品经济论》、《经济市场化和市场现代化是当代社会化生产力发展的必然趋势》、《经济市场化和市场现代化是当代社会化生产力发展的必然趋势》、《我国体制转型时期“农村病”及其治理》、《转型时期暴富群体的政治经济学分析》、《“休克”给 俄罗斯带来了什么》等。